# Charles Jenty
Charles Jenty est un homme politique français né le 26 février 1825 à Souzy-la-Briche (Essonne) et décédé le 26 avril 1882 à Paris.

## Biographie
À la tête d'entreprises industrielles de transports, il participe au creusement de canaux et à la création de chemins de fer, notamment dans le Caucase. Il est associé dans la Compagnie des chemins de fer des Charentes. Directeur politique, puis président du conseil d'administration du Petit Journal, il est député de la Vendée de 1876 à 1877 et de 1878 à 1881, siégeant au centre gauche. Il est l'un des 363 qui refusent la confiance au gouvernement de Broglie, le 16 mai 1877. 

## Source
- « Charles Jenty », dans Adolphe Robert et Gaston Cougny, Dictionnaire des parlementaires français, Edgar Bourloton, 1889-1891 [détail de l’édition]
- « Charles Jenty », dans le Dictionnaire des parlementaires français (1889-1940), sous la direction de Jean Jolly, PUF, 1960 [détail de l’édition]